# Chet Bakerstraat
De Chet Bakerstraat is een straat in Amsterdam Nieuw-West.

## Geschiedenis
De straat is gelegen in Nieuw Sloten en kreeg haar naam via een deelraadbesluit op 20 september 1990 (deelraad Slotervaart/Overtoomse Veld). Die vernoemde straten in dit buurtje naar jazzmusici, in dit geval naar Chet Baker. De straat ligt met de haar omringende buurt Park Haagseweg op voormalige sportvelden. De buurt is autoluw gehouden. Komend en gaand verkeer kan de buurt alleen in en uit via de Pia Beckbrug, die in verbinding staat met de Sloterweg. Voor voetgangers en fietsers zijn er alternatieve routes via de Rita Reysbrug (van en naar Johan Huizingalaan) en de Bessie Smithbrug (naar een parkje). Alle drie de bruggen zijn vernoemd naar vrouwelijke jazzmusici.

## Bebouwing
De bebouwing aan de Chet Bakerstraat bestaat aan de zuidelijke kant uit twee-aan-twee geschakelde eengezinswoningen en aan de noordkant vier appartementencomplexen opgeleverd in de jaren negentig. Het ontwerp van de woningen in de wijk is afkomstig van architectenbureau Mecanoo. De vier complexen met koopwoningen kregen eveneens vernoemingen naar begrippen uit de jazz, zo werd een van de torens vernoemd naar Birdland (VVE Birdland), een jazzclub in New York.